# FC Sachsen Leipzig
Pour les articles homonymes, voir Leipzig (homonymie) et BSG Chemie Leipzig.
Maillots
Le FC Sachsen Leipzig était un club allemand de football fondé en 1899 et basé dans le quartier de Leutzsch de la ville de Leipzig, en Saxe. Le club est le résultat d'une série de fusions et de scissions avec d'autres clubs lipsiens qui rend son histoire assez complexe. Un des clubs ayant précédé le club, le BSG Chemie Leipzig, a remporté la DDR-Oberliga à deux reprises, lors des saisons 1950-1951 et 1963-1964, ainsi que la FDGB-Pokal 1965-1966. Après des problèmes financiers persistants, le club est dissous le 30 juin 2011 et il est radié du registre des clubs une fois la procédure d'insolvabilité terminée.

## Histoire

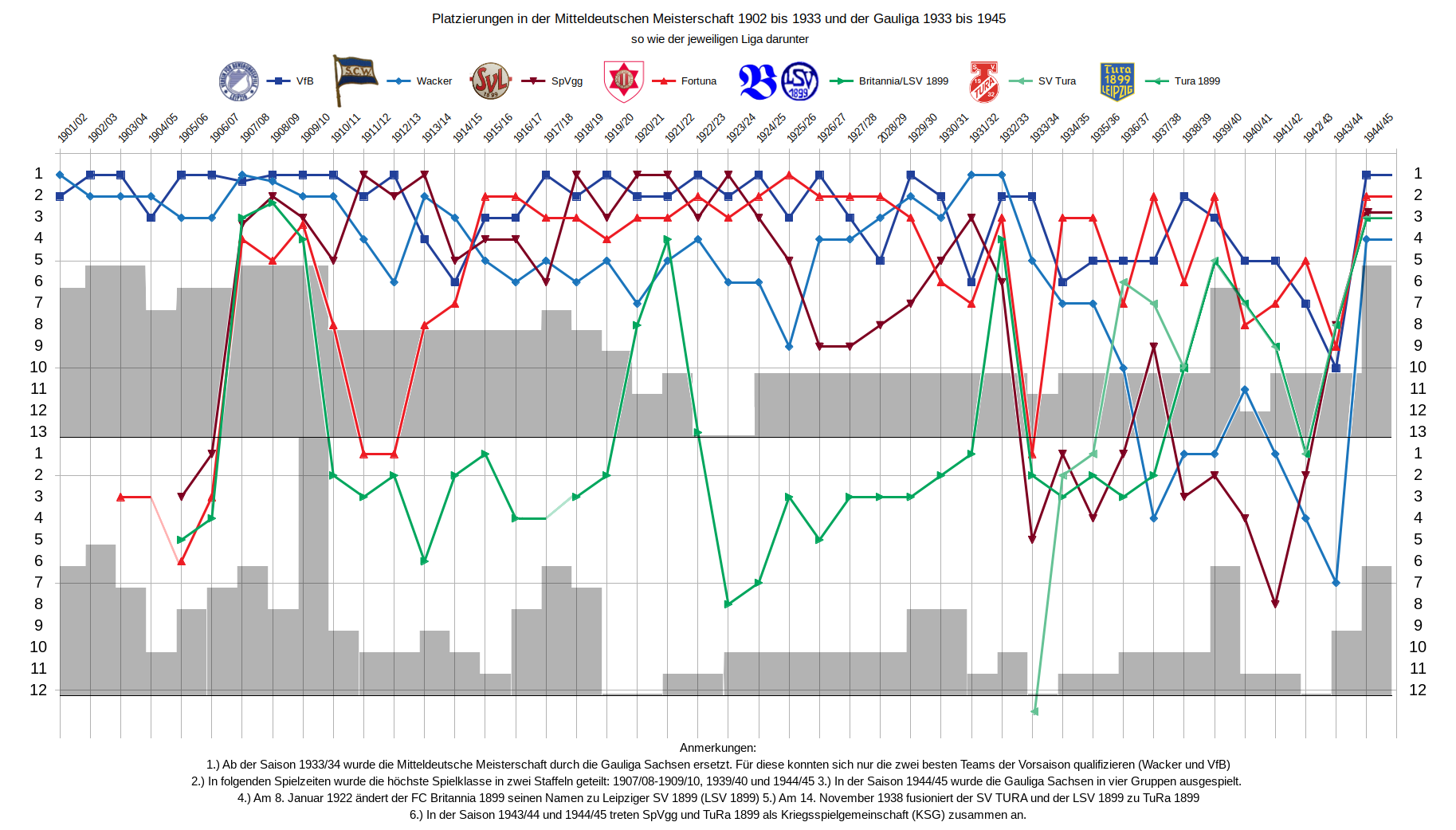
de Historique des placements du TuRa Leipzig et de ses prédécesseurs en Mitteldeutschen Meisterschaft (championnat d'Allemagne centrale) et en Gauliga Sachsen de 1901 à 1945

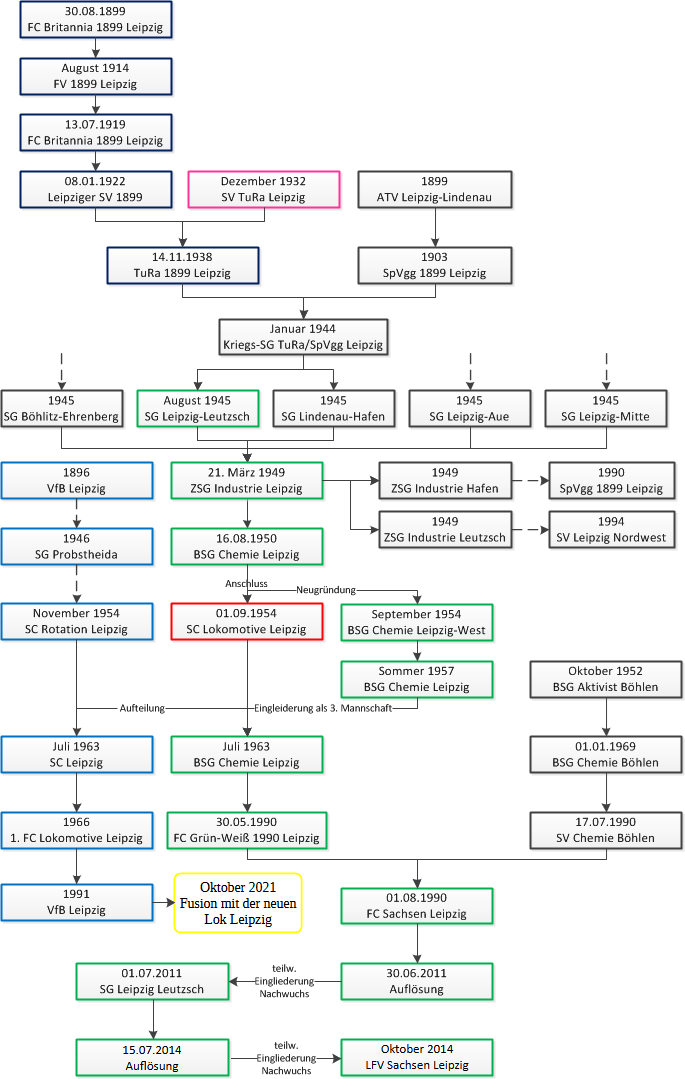
de Historique du club et de ses prédécesseurs

### TuRa Leipzig (1899 à 1945)
Le club est fondé en 1932 sous le nom de SV TuRa Leipzig (Sportverein Turn- und Rasenspiel Leipzig) en tant que club ouvrier du fabricant lipsois de machines Carl M. Schwarz, et débute en Kreisklasse. Après sa première saison en 1933-1934, le club est promu en Bezirksklasse Leipzig (2e division) et en 1936 il atteint la Gauliga Sachsen (1re division). À l'exception de la saison 1941-1942, le club joue en Gauliga avec un succès modéré jusqu'à la dissolution du club en 1945 (voir Directive no 23). Le SV TuRa Leipzig participe à deux reprises à la Tschammerpokal (aujourd'hui DFB-Pokal), atteignant en 1940  le 2e tour final (aujourd'hui 2e tour), au cours duquel ils sont défaits 1 - 2 par le SpVgg Fürth.
En novembre 1938, le club fusionne avec le Leipziger SV 1899 (lui-même le résultat de la fusion en 1919 du FC Britannia 1899 Leipzig et du FC Hertha 05), et prend le nom de TuRa 1899 Leipzig (Turn- und Rasensportverein 1899 Leipzig). De 1944 à 1945, à la suite de sa fusion avec le SpVgg 1899 Leipzig, le club évolue en tant qu'équipe de guerre (Kriegsspielgemeinschaft), mais la saison se finit prématurément.
En plus du football, le club pratiquait également le handball et les sports de tir, en 1939, le TuRa Leipzig comportait 30 équipes. Au début des années 1940, Schwarz adapte même le nom de son entreprise à celui du club de football. Ainsi l'usine de machines prend ainsi le nom de Tura-Regierkassen C. M. Schwarz GmbH, souvent appelée TURA-Automaten à des fins de publicité. Carl M. Schwarz et son manager Jack Emonts trouvent la mort lors de bombardements de Leipzig le 6 avril 1945.

#### Statistiques
Ligues:
- 1933-1934: 1. Kreisklasse (1er/10 en 1. Kreisklasse; 1er/10 en tour de promotion)
- 1934-1935: Bezirksklasse (2e/11)
- 1935-1936: Bezirksklasse (1er/11 en Bezirksklasse; 2e/4 en tour de promotion)
- 1936-1937: Gauliga Sachsen (6e/10)
- 1937-1938: Gauliga Sachsen (7e/10)
- 1938-1939: Gauliga Sachsen (10e/10)
- 1939-1940: Gauliga Sachsen, Groupe 1 (5e/6)
- 1940-1941: Gauliga Sachsen (7e/12)
- 1941-1942: Gauliga Sachsen (9e/10)
- 1942-1943: Bezirksklasse (1er/11 en Bezirksklasse; 1er/4 en tour de promotion)
- 1943-1944: Gauliga Sachsen (8e/10)
- 1944-1945: Sächsische Kriegsklasse, Sportkreis Leipziger Schlachtfeld, Groupe 1 (3e/6; saison écourtée)

Coupes:
- 1940: Tschammerpokal (2e  tour final)
- 1943: Tschammerpokal (2e tour intermédiaire)

### BSG Chemie Leipzig (1949 à 1990)

#### Fondation
La ville de Leipzig, comme presque toute la Saxe, se retrouva en zone soviétique, puis en RDA, à partir de 1949.
Le 21 mars 1949, le SG Leipzig-Leutzsch, le SG Lindenau-Hafen, le SG Lindenau-Aue, le SG Leipzig-Mitte, et le SG Böhlitz-Ehrenberg (SG = Sportgemeinschaft), afin de former la Zentralen Sportgemeinschaft Industrie (ZSG Industrie). Le 1er avril 1949, le ZSG Industrie Leipzig/Abteilung Leutzsch se sépare. En raison de la réorganisation des clubs sportifs est-allemands sur la base des Betriebssportgemeinschaften (BSG), le ZSG Industrie devient le BSG Chemie Leipzig le 16 août 1950. L'entreprise chimique VEB Lacke und Farben Leipzig sert d'entreprise de soutien du club. Lors de la première saison de DDR-Oberliga en 1949-1950, l'équipe première, portant encore le nom de ZSG Industrie Leipzig, atteint la 8e place. Lors de la saison suivante, le BSG Chemie Leipzig atteint la 1re place, à égalité de points avec le BSG Turbine Erfurt. La différence de buts n'étant pas encore un facteur décisif, un match supplémentaire sera organisé afin de déterminer le champion de RDA. Le BSG Chemie Leipzig remporte le match 2 - 0 devant 60 000 spectateurs à l’Ernst-Thälmann-Stadion de Chemnitz.

#### EntreBetriebssportgemeinschaftetSportclub
Le club joue encore les premiers rôles durant trois saisons puis, en 1954, les responsables politiques font passer tous les meilleurs éléments vers des équipes nouvellement créées. Ainsi, le BSG Einheit Leipzig-Ost et le BSG Chemie Leipzig sont dissous. Le Sportclub Lokomotive Leipzig et le Sportclub Rotation Leipzig prennent leur place. Il est à noter que le SC Lokomotive Leipzig ne deviendra pas le célèbre 1. FC Lokomotive Leipzig. Ce club, qui sera créé plus tard (en 1963), a ses racines au sein du BSG Einheit Leipzig-Ost (donc le Rotation en 1954). Les joueurs de l'équipe première du Chemie avaient le choix : soit ils jouaient pour le Sportclub Chemie Halle, ou soit ils rejoignaient le nouveau SC Lokomotive Leipzig. Les joueurs choisissent l'équipe lipsienne.
Le SC Lokomotive Leipzig remporte la FDGB-Pokal 1957. En parallèle, une nouvelle équipe est fondée en Bezirksklasse (5e division), sous le « nom traditionnel » BSG Chemie Leipzig-West. Ils disputent leurs matchs à domicile au Georg-Schwarz-Sportpark, alors que le SC Lokomotive évolue au Stadion des Friedens à Leipzig-Gohlis, et dispute certains matchs au Bruno-Plache-Stadion.
En 1963, le SC Lokomotive Leipzig fusionne avec le SC Rotation Leipzig, afin de former le SC Leipzig. Les départements football des deux clubs initiaux se trouvaient tous deux en DDR-Oberliga 1962-1963, ainsi le BSG Chemie Leipzig est nouvellement fondée afin d'obtenir la place libérée pour la saison suivante. Alors que l'équipe du SC Leipzig était composée des joueurs lipsois censés être les plus performants, le BSG « devait être construit en termes de performances afin de répondre aux exigences de l’Oberliga. L'équipe du BSG Chemie Leipzig-West, qui évoluait en Bezirksklasse la saison précédente, devient la 3e équipe du nouveau BSG Chemie Leipzig.
Dans son tableau officiel du palmarès de la DDR-Oberliga, la NOFV liste les résultats du Chemie et du Sachsen Leipzig ensemble sous le nom de FC Sachsen Leipzig (13e place) et répertorie indépendemment les résultats du SC Lokomotive Leipzig (21e place).

#### Le «reste de Leipzig» gagne le championnat
Lors de la saison 1963-1964 de DDR-Oberliga, le BSG Chemie Leipzig célèbre le plus grand succès de l'histoire du club. L'équipe, surnommée le « reste de Leipzig », connait une saison formidable sous la direction d'Alfred Kunze. Ils remportent notamment la victoire 3 - 0 face au SC Leipzig. En outre, 20 461 spectateurs se déplacent en moyenne pour les matchs du Chemie, soit une affluence deux fois plus grande que celle pour les matchs du SC Leipzig. Avant la dernière journée à Erfurt, un point suffisait au Chemie pour remporter le championnat, ainsi 10 000 supporters se déplacent à Erfurt pour le match à l'extérieur le 10 mai 1964. Après 13 minutes de jeu, le Chemie mène 2 - 0 face aux locaux et défend son avance jusqu'au coup de sifflet final. La victoire du Chemie en 1964 constitue la plus grande surprise de l'histoire de la DDR-Oberliga. Le onze champion de RDA, composé des joueurs Klaus Günther, Dieter Sommer, Manfred Walter, Bernd Bauchspieß, Heinz Herrmann, Horst Slaby, Wolfgang Behla, Lothar Pacholski, Dieter Scherbarth, Bernd Herzog, Wolfgang Krause, Klaus Lisiewicz, Manfred Richter et Hans-Georg Sannert est par la suite coulé grandeur nature dans le béton devant l'Alfred-Kunze-Sportpark (renommé en l'honneur de l'entraîneur qui a mené l'équipe à la victoire lors de cette saison).
En 1966, le BSG Chemie Leipzig remporte la FDGB-Pokal. En finale à Bautzen, le BSG Lokomotive Stendal s'incline 1 - 0.

#### Yo-yo entre laDDR-Oberligaet laDDR-Liga
Au cours des saisons suivantes, le Chemie peine à reproduire ses succès. En 1971, le club est relégué en DDR-Liga pour la première fois, et fait l'ascenseur, le club jouant souvent en DDR-Liga. Bien que le club obtienne directement la promotion en 1972 afin de revenir en DDR-Oberliga, ils sont relégués à nouveau en 1974. Cette alternance continue : montée en 1975, relégation en 1976, relégation en 1979, promotion en 1983, relégation en 1985.

#### Statistiques du club de football
| Saison                    | Ligue        | Place | Buts  | Points |
| ------------------------- | ------------ | ----- | ----- | ------ |
| 1949-1950                 | DDR-Oberliga | 8e    | 38:45 | 22:30  |
| 1950-1951                 | DDR-Oberliga | 1er   | 66:33 | 50:18  |
| 1951-1952                 | DDR-Oberliga | 3e    | 90:53 | 47:25  |
| 1952-1953                 | DDR-Oberliga | 8e    | 55:51 | 34:30  |
| 1953-1954                 | DDR-Oberliga | 2e    | 51:37 | 35:21  |
| 1954-1955                 | DDR-Oberliga | 11e   | 33:38 | 24:28  |
| 1955 Saison de transition | DDR-Oberliga | 6e    | 21:17 | 14:12  |
| 1956                      | DDR-Oberliga | 3e    | 45:22 | 34:18  |
| 1957                      | DDR-Oberliga | 7e    | 36:32 | 26:26  |
| 1958                      | DDR-Oberliga | 9e    | 40:28 | 25:27  |
| 1959                      | DDR-Oberliga | 9e    | 28:36 | 24:28  |
| 1960                      | DDR-Oberliga | 3e    | 37:31 | 32:20  |
| 1961-1962                 | DDR-Oberliga | 6e    | 67:57 | 40:38  |
| 1962-1963                 | DDR-Oberliga | 5e    | 38:35 | 27:25  |
| 1963-1964                 | DDR-Oberliga | 1er   | 38:21 | 35:17  |
| 1964-1965                 | DDR-Oberliga | 3e    | 47:29 | 31:21  |

| Saison    | Ligue             | Place | Buts  | Points |
| --------- | ----------------- | ----- | ----- | ------ |
| 1965-1966 | DDR-Oberliga      | 8e    | 32:32 | 26:26  |
| 1966-1967 | DDR-Oberliga      | 12e   | 35:38 | 25:27  |
| 1967-1968 | DDR-Oberliga      | 12e   | 26:32 | 21:31  |
| 1968-1969 | DDR-Oberliga      | 6e    | 30:27 | 27:25  |
| 1969-1970 | DDR-Oberliga      | 4e    | 33:27 | 30:22  |
| 1970-1971 | DDR-Oberliga      | 14e   | 27:43 | 19:33  |
| 1971-1972 | DDR-Liga Gr.C     | 1er   | 35:7  | 32:8   |
| 1971-1972 | Tour de promotion | 2e    | 11:5  | 10:6   |
| 1972-1973 | DDR-Oberliga      | 9e    | 21:36 | 21:31  |
| 1973-1974 | DDR-Oberliga      | 13e   | 22:39 | 15:37  |
| 1974-1975 | DDR-Liga Gr.C     | 1er   | 57:16 | 37:7   |
| 1974-1975 | Tour de promotion | 1er   | 12:5  | 12:4   |
| 1975-1976 | DDR-Oberliga      | 13e   | 25:62 | 14:38  |
| 1976-1977 | DDR-Liga Gr.C     | 1er   | 46:22 | 33:11  |
| 1976-1977 | Tour de promotion | 3e    | 11:10 | 9:7    |
| 1977-1978 | DDR-Liga Gr.C     | 1er   | 45:15 | 33:11  |
| 1977-1978 | Tour de promotion | 3e    | 12:14 | 7:9    |

| Saison | Ligue             | Place | Buts  | Points |
| --- | ----------------- | ----- | ----- | ------ |
| 1978-1979 | DDR-Liga St.C     | 1er   | 61:28 | 35:9   |
| 1978-1979 | Tour de promotion | 2e    | 11:7  | 9:7    |
| 1979-1980 | DDR-Oberliga      | 14e   | 21:58 | 15:37  |
| 1980-1981 | DDR-Liga Gr.C     | 3e    | 37:26 | 29:15  |
| 1981-1982 | DDR-Liga Gr.C     | 4e    | 40:25 | 27:17  |
| 1982-1983 | DDR-Liga Gr.C     | 1er   | 43:9  | 41:3   |
| 1982-1983 | Tour de promotion | 2e    | 13:9  | 11:5   |
| 1983-1984 | DDR-Oberliga      | 12e   | 21:49 | 14:38  |
| 1984-1985 | DDR-Oberliga      | 13e   | 26:56 | 17:35  |
| 1985-1986 | DDR-Liga Gr.A     | 3e    | 58:36 | 43:25  |
| 1986-1987 | DDR-Liga Gr.A     | 10e   | 43:51 | 33:35  |
| 1987-1988 | DDR-Liga Gr.B     | 6e    | 40:33 | 41:27  |
| 1988-1989 | DDR-Liga Gr.B     | 6e    | 49:47 | 38:30  |
| 1989-1990 | DDR-Liga Gr.B     | 2e    | 47:36 | 39:29  |
| Saisons en DDR-Oberliga et DDR-Liga beige : En tant que ZSG Industrie Leipzig vert : Champion de RDA orange : En tant que SC Lokomotive Leipzig |                   |       |       |        |

#### Équipe de rugby
Au début des années 1950, la section rugby du BSG Chemie Leipzig est une des meilleurs équipes est-allemandes. En 1952 et 1953, les Chemiker finissent 2e, tandis qu'en 1954 et 1955 ils finissent 3e au championnat national. 5 joueurs du club sont sélectionnés dans l'équipe nationale.

### FC Sachsen Leipzig (1990 à 2011)

#### Fondation
Lors de la saison 1989-1990, le Chemie finit 2e de DDR-Oberliga. À la suite de la chute du mur de Berlin, le sport en Allemagne de l'Est est réorganisé. L'ancien BSG Chemie Leipzig est rebaptisé FC Grün-Weiß 1990 Leipzig le 30 mai 1990. En raison du processus d'intégration convenu pour le football de la RDA dans le football de l'Allemagne réunifiée, ce club aurait été reversé en 3e division. Ainsi, une offre de fusion est faite au FSV Böhlen, issu du BSG Chemie Böhlen, et qui avait obtenu la promotion en NOFV-Oberliga via le groupe B de DDR-Liga. Après que le FSV Böhlen, en difficulté financière, ait accepté l'offre, la fusion des départements football des deux clubs donne naissance au FC Sachsen Leipzig le 1er août 1990, qui débutera sous ce nom en NOFV-Oberliga 1990-1991.
Lors de cette saison, le FC Sachsen Leipzig termine 12e et participe à ce titre au tour de qualification pour la 2. Bundesliga. Ici, cependant, l'équipe finit dernière du groupe 2, et est reléguée en NOFV-Oberliga (dorénavant la 3e division).

#### 3edivision
À partir de 1991, le FC Sachsen Leipzig débute dans le groupe Sud de NOFV-Oberliga. Lors de la 1re saison, bien qu'il provienne directement de NOFV-Oberliga 1990-1991, ne termine que 5e. Lors de la saison suivante, le club remporte le groupe Sud, mais n'est pas autorisé à disputer les barrages de promotion pour la 2. Bundesliga, car la DFB lui refuse une licence pour la 2e division. Ainsi le Bischofswerdaer FV 08, ayant fini 2e, participe à la place du club lipsois. La même année, le FC Sachsen Leipzig remporte la Coupe de Saxe, grâce à une victoire 2 - 0 face au Dresdner SC. Lors de la saison 1993-1994, le FC Sachsen Leipzig se qualifie pour la nouvelle Regionalliga, grâce à une 4e place au classement. Il remporte à nouveau la Sachsenpokal en battant le VFC Plauen sur un score de 2 - 1. En Regionalliga Nordost 1994-1995, le FC Sachsen Leipzig finit 2e au classement derrière le FC Carl Zeiss Iéna, et échoue de peu à la promotion en 2. Bundesliga. Le club remporte une troisième Coupe de Saxe consécutive en gagnant 2 - 0 face à la réserve du Dynamo Dresde.

#### Problèmes financiers et première faillite
Dans les années suivant cette troisième Sachsenpokal, le club continue à obtenir de bons résultats, et se classe fréquemment dans la moitié supérieure du classement de Regionalliga. Cependant, en raison de changements constants d'entraîneur et des « nouveaux départs », le club se retrouve face à ses problèmes financiers. Au printemps 1999, le FC Sachsen Leipzig n'est sauvé de la faillite que grâce à un partenariat avec la société Kinowelt de Michael Kölmel.
Lors de la saison 1998-1999, le club peut disputer pour la première fois depuis 1991 le derby face au club voisin, le VfB Leipzig. Ces matchs s'achèvent par un match nul 3 - 3 à l'extérieur, et une défaite 0 - 5 à domicile pour le FC Sachsen Leipzig. Sur le plan sportif, la saison est décevante, et ce n'est qu'à la 31e journée que le club obtient son maintien malgré une défaite 2 - 0 face au FSV Zwickau.
Le club commence la saison suivante par une série de trois victoires, et remporte les deux derbies (2 - 0 à domicile, et 0 - 1 à l'extérieur). Cela marque les premières victoires du club face au VfB Leipzig ou ses prédécesseurs en 23 ans. À la fin de la saison, le club finit 6e, et arrive à se maintenir dans le passage de quatre à deux groupes de Regionalliga.
Dans la nouvelle Regionalliga Nord, le club joue constamment pour éviter la relégation lors de la saison 2000-2001. Le maintien n'est assuré qu'à la dernière journée. Mais entre-temps, les problèmes financiers du club ne font que s'aggraver. La DFB exige ainsi du club une garantie de 5.9 millions de marks s'il veut rester en Regionalliga. Cependant, les sociétés Sportwelt et Kinowelt de Kölmel étaient également en difficulté financièrement, et donc la garantie ne put être fournie,. Le club se voit donc refuser sa licence pour la saison suivante, et est donc rétrogradé en NOFV-Oberliga (4e division). Le comité exécutif du club démissionne, et le nouveau comité exécutif demande l'ouverture d'une procédure d'insolvabilité.

#### Nouveau départ enNOFV-Oberliga
Après la faillite, le club doit constituer une nouvelle équipe. L'objectif était d'atteindre le top 10 du classement lors de la saison 2001-2002. L'objectif est atteint avec une 5e place à la fin de la saison.
Après cette « saison de consolidation », le club souhaite jouer à nouveau la promotion, ainsi l'effectif est renforcé. L'objectif est atteint lors de la saison 2002-2003, lors de laquelle le club bat le voisin 1 - 0 à domicile à l'Alfred-Kunze-Sportpark, et 0 - 3 au Bruno-Plache-Stadion du VfB Leipzig. En raison de la liquidation du VfB après sa deuxième faillite, ces matchs constituent les derniers derbies compétitifs avant 2009. Le FC Sachsen Leipzig atteint finalement la 1re place à la fin de la saison, devançant le FC Carl Zeiss Iéna d'un point. Lors des barrages de promotion, ils battent le champion du groupe Nord, le FC Schönberg 95 (aller : victoire 0 - 2 à l'extérieur, retour : victoire 1 - 0 à domicile), et obtiennent leur promotion en Regionalliga, leur première promotion sportive depuis 1985.
Cependant le club était encore trop faible pour la 3e division, et est immédiatement relégué avec seulement 4 victoires, et 24 points en 34 matchs. Au cours de la saison 2003-2004, le club s'est trouvé en zone de relégation pendant 30 des 34 journées, et a changé 4 fois d'entraîneur. À partir du match contre la réserve du Borussia Dortmund, le club dispute ses matchs dans le Zentralstadion Leipzig.
Au cours de la saison suivante, le club joue à nouveau en NOFV-Oberliga, Groupe Sud. Le club comptant bien remonter directement en Regionalliga Nord, Wolfgang Frank est embauché en tant qu'entraîneur. Après un début difficile et la démission du comité exécutif (en la personne de Christian Rocca), le Sachsen retrouve de meilleurs résultats. Rolf Heller est nommé président, et la saison se termine sur une 3e place au classement. De plus, le FC Sachsen Leipzig remporte la Sachsenpokal pour la quatrième et dernière fois en gagnant 2 - 1 face au Chemnitzer FC. La saison suivante, le club termine à nouveau 3e après le licenciement de Wolfgang Frank en octobre 2005 par Hans-Jörg Leitzke.

#### Nouvelles difficultés et deuxième faillite
Lors de la saison 2006-2007, le club investit beaucoup d'argent afin d'obtenir la promotion, avec un budget de 3.15 millions d'euros. Eduard Geyer arrive au club en tant que directeur sportif, et d'autres joueurs comme Rolf-Christel Guié-Mien sont recrutés. Après un manque de résultats, Eduard Geyer devient l'entraîneur du club. À l'aube de l'année 2007, des négociations avec la firme autrichienne de boissons énergisantes Red Bull en vue de la reprise de club, afin de le renommer Red Bull Leipzig. Après des mois de protestations, et compte tenu que la DFB interdit de modifier le nom d'un club en faveur d'un sponsor, les négociations échouent,. Le FC Sachsen Leipzig effectue par la suite une seconde partie de saison déplorable, et les joueurs achetés et censés être performants sont particulièrement décevants. Les supporters manifestent à plusieurs reprises leur mécontentement en raison des mauvaises performances de l'équipe. Il manque finalement 8 points au club pour la promotion souhaitée, et le club ne dépasse pas la 4e place de la saison.
À l'été 2007, le club est de nouveau confronté à de graves problèmes financciers. Une fois de plus, la faillite ne put être évitée que grâce au soutien financier de Kölmel. L'entraîneur Eduard Geyer quitte le club lors du premier jour d'entraînement. Le début de la saison 2007-2008 est ainsi médiocre, les joueurs recevant souvent leur salaire en retard en raison des problèmes financiers du club. Peu avant la fin de la saison, le nouvel entraîneur Hans-Jörg Leitzke est remercié en raison de résultats décevants. Michael Breitkopf et Jamal Engel assurent l'intérim. Étonnamment, le club remporte ses cinq derniers matchs et atteint la 4e place du classement. Ainsi le club dispute deux matchs de promotion afin d'obtenir une place dans la nouvelle Regionalliga Nord, à l'issue desquels il bat le Greifswalder SV 04 (aller : 4 - 2 à domicile, retour : 2 - 2 à l'extérieur). Le club est techniquement promu, mais en raison de la création de la 3. Liga, il reste en 4e division.
Avant même le début de la Regionalliga 2008-2009, les problèmes financiers du FC Sachsen Leipzig deviennent de plus en plus menaçants. De plus, Kölmel n'était plus disposé à sauver encore le club avec de nouveaux prêts. Le club tente de se réhabiliter en instaurant un statut semi-professionnel et un plafond salarial de 3 000 €. L'entraîneur désigné Martin Polten démissionne avant même son premier jour de travail. Dirk Heyne est engagé pour prendre sa place. Le début de saison est mitigé, et après la 10e journée, le FC Sachsen Leipzig ne parviendra pas à sortir de la zone de relégation. Le bureau des impôts de Leipzig ayant déposé une demande d'insolvabilité contre le club le 26 février 2009, le FC Sachsen Leipzig lance une procédure de mise en faillite le 4 mars 2009. La descente en NOFV-Oberliga, désormais 5e division était ainsi scellée. La saison était de toute façon sportivement mauvaise, avec une 17e place, à 18 points des places non relégables. La procédure d'insolvabilité est ouverte le 30 juin 2009.

#### Nouveau départ en5edivisionet faillite finale
Le club commence la saison 2009-2010 avec pour objectif de terminer parmi les 8 premiers. Le premier derby en six ans face au rival local du 1. FC Lokomotive Leipzig se solde par un match nul et vierge 0 - 0 le 23 août 2009 devant 15 000 au Zentralstadion Leipzig. Entre-temps, l'administrateur de l'insolvabilité parvient à faire en sorte que la saison puisse se poursuivre lors de la première assemblée des créanciers le 16 septembre 2009. Le club accusait des dettes de 2,5 à 2,7 millions d'euros, dont 1,5 million étaient dus à EMKA Immobilien-Beteiligungs-GmbH, entreprise de Michael Kölmel pour l'arriéré de loyer du Zentralstadion. Le club termine la saison à la 6e place, après s'être en outre imposé sur un score de 2 - 1 face au RB Leipzig, club issu du récent rachat du SSV Markranstädt par la firme autrichienne Red Bull qui avait tenté d'acquérir le Sachsen quelques années plus tôt. Ce match attirera 10 000 spectateurs, mais n'impactera pas le RB, déjà promu.
L'objectif pour la saison 2010-2011 était initialement de confirmer les performances de la seconde moitié de la saison 2009-2010, et de gagner en constance. L'effectif est renforcé, notamment avec Chwitscha Schubitidse qui arrive du FSV Zwickau. Dans la première moitié de la saison, le club obtient 20 points en 12 matchs et entame la seconde moitié avec 3 matchs à rattraper. Pendant l'hiver, les objectifs sont modifiés : le conseil d'administration souhaite désormais viser la promotion. Peu avant le début de la seconde moitié de la saison, le membre du conseil d'administration Lars Ziegenhorn démissionne de son poste.
Le début de la seconde partie rate complètement ces objectifs : en effet, le club ne remporte son premier succès après l'hiver qu'au bout du 13e match, contre le 1. FC Lokomotive Leipzig. En raison du manque de développement sportif et d'un accord controversé de coopération en matière de jeunesse avec le RB Leipzig, le nombre de spectateurs baisse drastiquement. Après les vacances d'hiver, le club ne dépasse jamais la barre des 1 000 spectateurs lors de ses matchs à domicile à l'Alfred-Kunze-Sportpark.
Ces développements mènent à l'annonce lors d'une conférence de presse le 18 mai 2011 que le club cesserait de jouer le 30 juin 2011, et serait ensuite dissous. Le FC Sachsen Leipzig est par la suite radié du registre des clubs. Les droits de jeu de la deuxième équipe, ainsi que les équipes de jeunes, sont transférés au nouvellement fondé SG Leipzig-Leutsch, qui tente également d'obtenir les droits de la première équipe. Cependant, la Fédération saxonne de football refuse ce transfert, car les joueurs d'Oberliga du FC Sachsen liquidé n'avaient pas tous accepté de rejoindre le nouveau club. La place en Oberliga de Leipzig est ainsi perdue car, contrairement aux plans initiaux, la reprise par le RB Leipzig n'a pas lieu.

#### Statistiques
- Championnats

| Saison    | Ligue (Division)                | Classement |
| --------- | ------------------------------- | ---------- |
| 1990-1991 | NOFV-Oberliga (I)               | 12e        |
| 1991-1992 | NOFV-Oberliga, Groupe Sud (III) | 05e        |
| 1992-1993 | NOFV-Oberliga, Groupe Sud (III) | 01er       |
| 1993-1994 | NOFV-Oberliga, Groupe Sud (III) | 04e        |
| 1994-1995 | Regionalliga Nord-Est (III)     | 02e        |
| 1995-1996 | Regionalliga Nord-Est (III)     | 06e        |
| 1996-1997 | Regionalliga Nord-Est (III)     | 09e        |

| Saison    | Ligue (Division)               | Classement |
| --------- | ------------------------------ | ---------- |
| 1997-1998 | Regionalliga Nord-Est (III)    | 04e        |
| 1998-1999 | Regionalliga Nord-Est (III)    | 14e        |
| 1999-2000 | Regionalliga Nord-Est (III)    | 06e        |
| 2000-2001 | Regionalliga Nord (III)        | 14e        |
| 2000-2001 | NOFV-Oberliga, Groupe Sud (IV) | 05e        |
| 2001-2002 | NOFV-Oberliga, Groupe Sud (IV) | 01e        |
| 2003-2004 | Regionalliga Nord (III)        | 17e        |

| Saison    | Ligue (Division)               | Classement |
| --------- | ------------------------------ | ---------- |
| 2004-2005 | NOFV-Oberliga, Groupe Sud (IV) | 03e        |
| 2005-2006 | NOFV-Oberliga, Groupe Sud (IV) | 03e        |
| 2006-2007 | NOFV-Oberliga, Groupe Sud (IV) | 04e        |
| 2007-2008 | NOFV-Oberliga, Groupe Sud (IV) | 04e        |
| 2008-2009 | Regionalliga Nord (IV)         | 17e        |
| 2009-2010 | NOFV-Oberliga, Groupe Sud (V)  | 06e        |
| 2010-2011 | NOFV-Oberliga, Groupe Sud (V)  | 10e        |

- DFB-Pokal

| Saison    | Tour     | Adversaire (Ligue)            | Résultats                   | Stade                  | Affluence |
| --------- | -------- | ----------------------------- | --------------------------- | ---------------------- | --------- |
| 1993-1994 | 2e tour  | FC St. Pauli (2. Bundesliga)  | 2 - 2 a. p., 5 - 6 t. a. b. | Alfred-Kunze-Sportpark | 07 000    |
| 1994-1995 | 1er tour | TSV 1860 Munich (Bundesliga)  | 0 - 0 a. p., 3 - 4 t. a. b. | Alfred-Kunze-Sportpark | 07 359    |
| 1995-1996 | 1er tour | VfL Bochum (2. Bundesliga)    | 2 - 1                       | Alfred-Kunze-Sportpark | 04 017    |
| 1995-1996 | 2e tour  | Karlsruher SC (Bundesliga)    | 0 - 2                       | Alfred-Kunze-Sportpark | 06 540    |
| 2005-2006 | 1er tour | Dynamo Dresde (2. Bundesliga) | 1 - 1, 3 - 5 t. a. b.       | Zentralstadion         | 30 450    |

### Palmarès

#### BSG Chemie Leipzig
- DDR-Oberliga
  - Champion : 1950-1951, 1963-1964
  - Vice-champion : 1953-1954
  - Troisième : 1951-1952, 1956 (SC Lokomotive Leipzig), 1960 (SC Lokomotive Leipzig), 1964-1965

- FDGB-Pokal
  - Vainqueur : 1957 (SC Lokomotive Leipzig), 1966
  - Finaliste : 1958 (SC Lokomotive Leipzig)

- Record d'affluence pour un match à points du championnat : 100 000 spectateurs au Zentralstadion Leipzig sous le nom de SC Lokomotive Leipzig face au SC Rotation Leipzig le 9 septembre 1956

#### FC Sachsen Leipzig
- DFB-Pokal
  - 2e tour : 1993-1994, 1995-1996

- Regionalliga Nord-Est
  - Vice-champion : 1994-1995

- NOFV-Oberliga (Groupe Sud) :
  - Champion : 1993, 2003
  - Troisième : 2005, 2006

- Sachsenpokal :
  - Vainqueur : 1993, 1994, 1995, 2005
  - Finaliste : 2008

### Identité visuelle des différents clubs lipsois

Logo du SV TuRa Leipzig de 1932 à 1938
Logo du TuRa 1899 Leipzig de 1938 à 1945
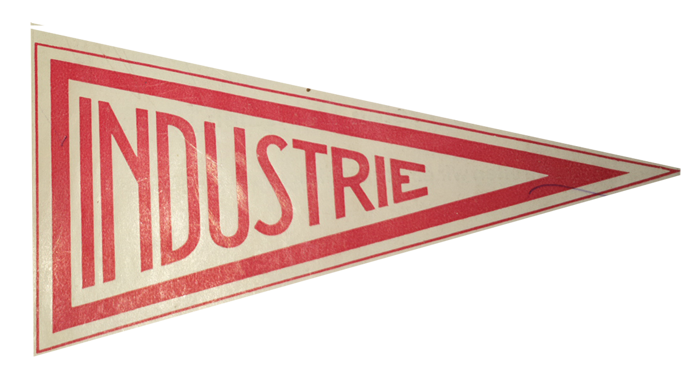
Logo du ZSG Industrie Leipzig
Logo du SC Lokomotive Leipzig
Logo du SC Rotation Leipzig
Logo du SC Leipzig
Logo du BSG Chemie Leipzig de 1963 à 1990
Logo du FC Grün-Weiß Leipzig (1990)
Logo du FC Sachsen Leipzig jusqu'à 2006
Dernier logo du FC Sachsen Leipzig

## Personnalités du club

### Anciens joueurs
- Heiko Scholz
- Stefan Bauer (de)

### Anciens entraîneurs
- Fritz Kraus
- Alfred Kunze (de)
- Eberhard Dallagrazia
- Karl Schäffner
- Wolfgang Müller
- Eduard Geyer
- Jürgen Raab (en)

## Clubs successeurs non-officiels

### BSG Chemie Leipzig

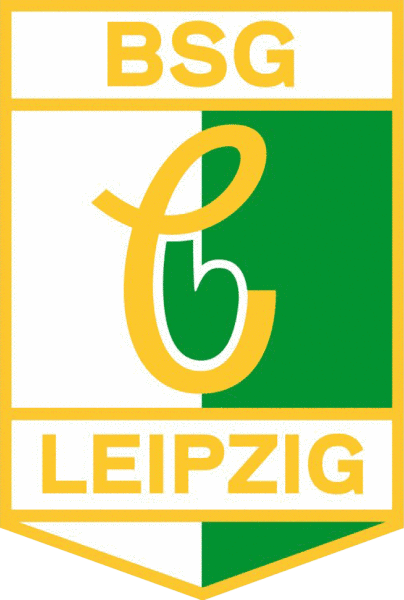
Logo du BSG Chemie Leipzig (1997)

Le BSG Chemie Leipzig est fondé le 16 juillet 1997 par des supporters du FC Sachsen Leipzig sous le nom de Ballsportfördergemeinschaft Chemie Leipzig afin de protéger le nom et la marque de « BSG Chemie Leipzig » et pour promouvoir le FC Sachsen Leipzig. Au cours de la saison 2008-2009, le club prend part pour la première fois à des matchs officiels de la DFB avec sa propre équipe masculine en 3. Kreisklasse, Groupe 1 (12e division). Après plusieurs promotions, le club reprend les droits de jeu de la première équipe masculine de football du VfK Blau-Weiß Leipzig, et de l'équipe de handball du FC Sachsen Leipzig, en faillite, lors de la saison 2011-2012. Le club reprend lors de la saison 2014-2015 les droits de l'ancienne équipe et du département bowling du SG Sachsen Leipzig, en faillite.

### SG Sachsen Leipzig
| Saison    | Ligue       | Niv. | Classement | Buts  | Points | Affl. moy. |
| --------- | ----------- | ---- | ---------- | ----- | ------ | ---------- |
| 2011-2012 | Sachsenliga | 6    | 6e         | 50:31 | 49     | 587        |
| 2012-2013 | Sachsenliga | 6    | 7e         | 54:60 | 41     | 412        |
| 2013-2014 | Sachsenliga | 6    | 6e         | 48:36 | 48     | 357        |

Logo du SG Sachsen Leipzig

Le 21 mai 2011, le SG Leipzig Leutzsch est fondé sur base de la deuxième équipe du FC Sachsen. Il débute en 6e division (Sachsenliga) en se réclamant successeur du club historique, occupant toujours l'Alfred-Kunze-Sportpark.
Le 31 mai 2013, le conseil d'administration décide de changer le nom du club en SG Sachsen Leipzig. mais ce renouveau ne dure qu'un an. En juin 2014, le SG Sachsen Leipzig est à nouveau déclaré en faillite et condamné à jouer en Landesklasse Sachsen Nord.
Toutefois, faute de garanties nécessaires, la Fédération saxonne de football et la fédération de football de la Ville de Leipzig ne permettent pas au SG Sachsen de commencer la compétition. Les membres du SG Sachsen ne souhaitant pas rejoindre le BSG Chemie Leipzig se rapprochent alors du club de TuS Leutzsch dont ils reprennent l'équipe réserve pour fonder le LFV Sachsen Leipzig en juin 2015.

### LFV Sachsen Leipzig
| Saison           | Ligue          | Div. | Classement | Buts   | Points | Stadtpokal Leipzig |
| ---------------- | -------------- | ---- | ---------- | ------ | ------ | ------------------ |
| 2015-2016        | 3. Kreisklasse | 12   | 1er        | 171:25 | 77     | 2e tour            |
| 2016-2017        | 2. Kreisklasse | 11   | 1er        | 102:31 | 69     | 3e tour            |
| 2017-2018        | 1. Kreisklasse | 10   | 1er        | 073:44 | 53     | 8e de finale       |
| 2018-2019        | Stadtklasse    | 09   | 13e        | 039:97 | 24     | 2e tour            |
| 2019-2020        | Stadtklasse    | 09   | 14e        | 037:56 | 14     | 8e de finale       |
| 2020-2021        | Stadtklasse    | 09   | 4e         | 018:15 | 14     | 3e tour            |
| 2021-2022        | 1. Kreisklasse | 10   | 5e         | 072:55 | 44     | 1er tour           |
| 2022-2023        | 1. Kreisklasse | 10   | 2e         | 115:61 | 54     | 1er tour           |
| 2023-2024        | Stadtklasse    | 09   | 1er        | 099:50 | 53     | Quart de finale    |
| 2024-2025        | Stadtliga      | 08   | 11e        | 59:114 | 34     | 3e tour            |
| 2025-2026        | Stadtliga      | 08   |            |        |        |                    |
| Vert : Promotion |                |      |            |        |        |                    |

Logo du LFV Sachsen Leipzig

En octobre 2014, le LFV Sachsen Leipzig (Leutzscher Sachsen Leipzig e. V.) est fondé à la suite de cette nouvelle faillite. Pour la saison 2015-2016, le LFV Sachsen commence en 3. Kreisklasse et arrive en Stadtklasse après trois promotions consécutives. Le LFV joue ses matchs à domicile en tant que sous-locataire du SV Leipzig Nordwest au Willi-Kühn-Sportpark (Merseburger Straße, 187). L'équipe est entraînée pendant les trois premières années par l'ancien entraîneur du FC Sachsen Michael Breitkopf. Lors de la saison 2021-2022, le LFVSL descend volontairement d'une division, mais est promue de nouveau en Stadtklasse en 2022-2023, puis en Stadtliga en 2023-2024, avec Marijo Kresic qui joue un rôle majeur dans cette seconde promotions avec 53 buts.

## Littérature
- Martin Trümpelmann: 40 Jahre TURA Leipzig 1899-1939. [Festschrift], Leipzig 1939.
- Jens Fuge: Leutzscher Legende. Von Britannia 1899 zum FC Sachsen, Sachsenbuch, Leipzig 1992,  (ISBN 3-910148-72-7), S. 8–10.
- Jens Fuge: Ein Jahrhundert Leipziger Fußball. Die Jahre 1893 bis 1945, Connewitzer Verlagsbuchhandlung, Leipzig 1996,  (ISBN 3-928833-23-5), S. 96ff.
- Horst Sachse: Fußball in und um Leipzig. Von den Anfängen bis 1945 (Leipziger Kalender. Sonderband 2000), Leipziger Universitätsverlag, Leipzig 2000,  (ISBN 3-934565-14-X).
- Hardy Grüne: TuRa Leipzig. In: Enzyklopädie des deutschen Ligafußballs. Band 7: Vereinslexikon. AGON-Sportverlag, Kassel 2001,  (ISBN 3-89784-147-9).
- Britt Schlehahn: „Eine Idee, die zur Begeisterung zwang“. In: Kreuzer. Das Leipzig-Magazin, 2014, Nr. 06,  (ISSN 0943-0547), S. 24–25.
- Site du BSG Chemie Leipzig
- Haig Latchinian, « Chemisches Element: 45 Jahre grün-weiße Leidenschaft in einem Buch », Rezension des Buches Chemisches Element über Chemie Leipzig von Jens Fuge, sur sportbuzzer.de, 14 décembre 2021 (consulté le 14 décembre 2021)
- Fußball, SC Empor Rostock - BSG Chemie Leipzig, Deutscher Fernsehfunk, 28 octobre 1963 (Video dans ARD-Retro-Angebot de la ARD Mediathek).